# Королевская стоянка
Королевская стоянка (Королёвская стоянка) — стоянка с археологическими слоями, начиная с раннепалеолитического, в бассейне верхней Тисы в поселке Королево (Королёво) Береговского (ранее Виноградовского) района на Закарпатье, одна из крупнейших в Европе палеологических коллекций. Палеолитическая Королевская стоянка ворастом 1 млн лет является древнейшим археологическим памятником на территории Украины. Некоторые каменные орудия труда, найденные здесь, датируют временем валоть до 1,42 млн лет назад, что согласно публикациям в журнале Nature является древнейшим доказательством существования человека на территории Европы.

## Описание стоянки
Королевская стоянка расположена на холме высотой 120 м над рекой Тисой. В Королеве найдены орудия труда первобытного человека из камня (преимущественно из андезита — вулканической породы) — рубила, скребла, нуклеусы, остроконечники, резцы, чопперы, чоппинги, ножи. Объект имеет глубину 12 метров. Общая площадь стоянки — более 1 тыс. м².
В 12-метровой толще суглинков обнаружено 16 культурных слоев со следами материальной культуры нескольких палеологических эпох. Количество находок составляет около 100 тыс. единиц. Среди них есть орудия труда кроманьонцев, неандертальцев и питекантропов (Homo erectus).
Здесь были археологические слои:
- палеолит ашель, мустье,
- поздний палеолит (датированный здесь 38-23 тыс. гг. до наших дней, селетская культура[6]),
- позднего неолита.

Стоянка Королёво II относится к селетоидным комплексам Украины, наряду со стоянками Высь в Кировоградской области, Стинка на Среднем Днестре в Черновицкой области, Мира под Запорожьем, Буран-Кая III слой С в Крыму.
Слой VI приурочен к верхней части внутриминдельской палеопочвы (600 тыс. лет назад). 33 артефакта, включая два готовых орудия: нуклевидный чоппер и отщеп, обработанный с двух сторон, из слоя VII обнаружены в зоне обратной намагниченности (более 900 тыс. л. н.). Системы раскалывания орудий из слоёв VI и VII стоянки Королёво-1 похожи между собой и имеют аналогии в других раннепалеолитических индустриях, например на стоянке Богатыри/Синяя балка на Таманском полуострове. Многие специалисты не считают артефактами находки из слоя VII стоянки Королёво (также как комплексы из Герасимовки в России, Dorn-Durkheim 3, Karlich A-B и Untermassfeld в Германии, Konczyce Wielkie 4 в Польше и др.).
Самый низкий VIII культурный горизонт достигает времён гюнцкого оледенения и датируется около 1 млн лет назад. Он содержал изготовленные из вулканической породы андезита галечные орудия — чопперы, примитивные ручные рубила, скребла, имеющие аналоги в материалах древнейших стоянок в Центральной Европе. Шесть нижних ашельских слоев стоянки перекрывают шесть мустьерских горизонтов и еще два позднепалеолитических.

## Исследования стоянки
Стоянку исследовала Закарпатская палеолитическая экспедиция Археологического музея АН УССР. Раскопки Королевской стоянки проходили под руководством киевского археолога Владислава Гладилина с 1975 по 1992 год. В пгт Королево в 1990 году состоялся международный научный семинар по революционному археологическому открытию. Единичные археологические раскопки проводятся здесь и в наше время. Археологическая достопримечательность расположена на территории местного щебеночного завода и в настоящее время уничтожена владельцем завода.
Обнаруженные каменные орудия труда в 1980-х годах в поселке Королево оказались старейшими на тот момент артефактами пребывания человека на территории Европы. Благодаря методу датировки, основанному на концентрации космогенных нуклидов (редкие изотопы, образующиеся в минералах на поверхности Земли под влиянием космических лучей), в 2024 году чешско-украинской группе ученых удалось оценить их возраст по бериллию-10 и алюминию-26 в 1,42 млн лет. Таким образом, это подтвердило теорию, что первые люди заселяли территорию Европы с востока на запад вдоль долин Дуная и его притоков.
До находки в Украине предварительные точно датированные каменные орудия и окаменелости были найдены в Испании и Франции. Возраст артефактов с территорий обеих стран оценивается в 1,1-1,2 миллиона лет.